# کوه دنی
کوه دنی (به انگلیسی: Denny Mountain) یک کوه در ایالات متحده آمریکا است که در واشینگتن واقع شده‌است.